# متروی بلو هوریزونته
متروی بلو هوریزونته (پرتغالی: Metrô de Belo Horizonte) سیستم قطار شهری برقی در شهر بلو هوریزونته، برزیل است.
این مترو که در تاریخ ۱ اوت ۱۹۸۶ تأسیس شده، دارای ۱ خط، ۱۹ ایستگاه و ۲۸٫۱ کیلومتر طول می‌باشد.

## نگارخانه

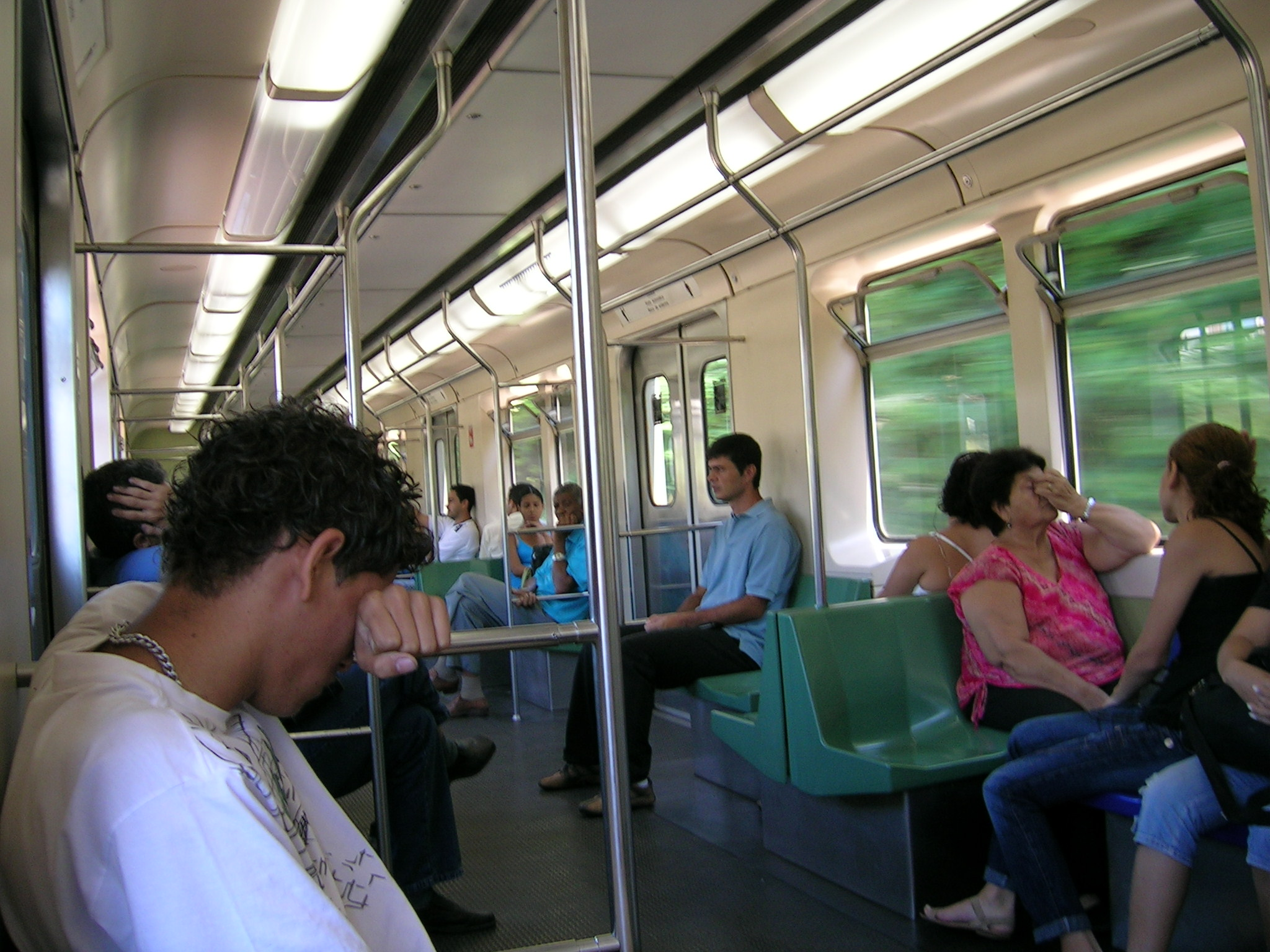
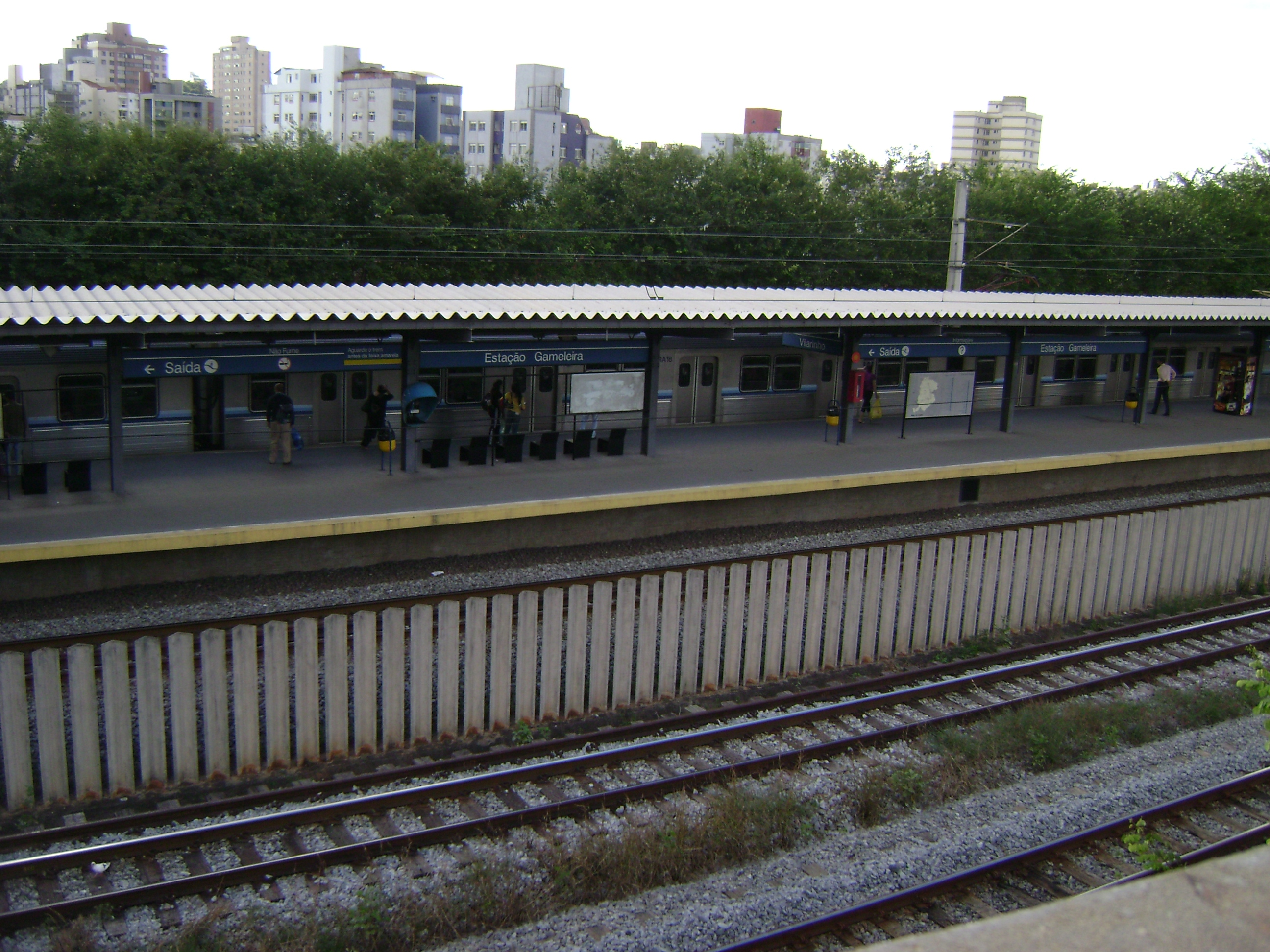
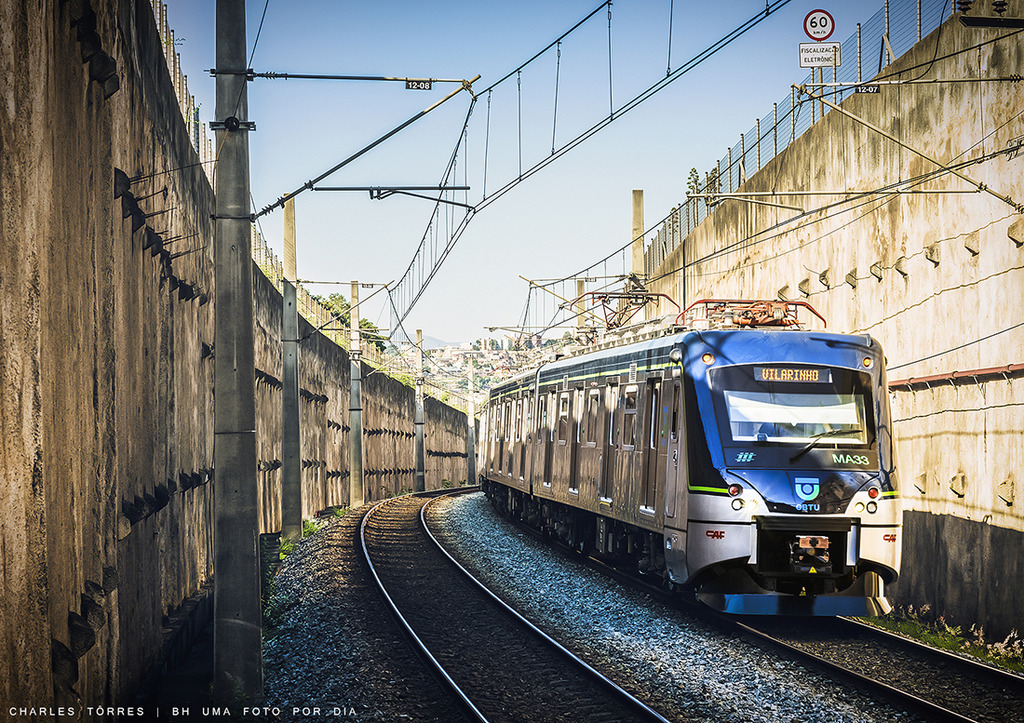